# Дебрене (Добричская область)
Дебрене (болг. Дебрене) — село в Болгарии. Находится в Добричской области, входит в общину Добричка. Население составляет 89 человек.

## Политическая ситуация
Кмет (мэр) общины Добричка — Петко Йорданов Петков (Болгарская социалистическая партия) по результатам выборов.